# Xã Latimore, Quận Adams, Pennsylvania
Xã Latimore (tiếng Anh: Latimore Township) là một xã thuộc quận Adams, tiểu bang Pennsylvania, Hoa Kỳ. Năm 2010, dân số của xã này là 2.580 người.